# 第13独立部隊
- 機動戦士ガンダム > 第13独立部隊

第13独立部隊（だいじゅうさんどくりつぶたい）は、アニメ『機動戦士ガンダム』に登場する、架空の部隊。
部隊名が示すように独立部隊であり、サイド7を出港しての紆余曲折を経て地球連邦軍本部ジャブローに到着した軍艦ホワイトベースが正規軍として正式に組み込まれる際、ティアンム中将指揮の第4艦隊にこの名で編入された。
しかし、連邦軍司令部は討議の末、ジオンからその実力が「ニュータイプ部隊」と評されているという実体不明な期待と捨て駒にも適するという観点から、ホワイトベースを陽動に最適であると判断した。その結果、ホワイトベース単艦のみによる囮専門部隊「第13独立戦隊」として再編され、チェンバロ作戦を目指して一路ルナツーに向かう第4艦隊主力からジオン軍の目をそらす役割を与えられた。
ホワイトベースとその搭載モビルスーツ (MS) であるRX-78-2 ガンダムは、ジオン公国軍が連邦軍の最新鋭兵器と見なし、その行方を血眼になって追尾していたため、格好の囮であった。
主力艦隊とは別方向に向かう部隊に対し、公国軍はシャア・アズナブル大佐などを迎撃に回したが、ムサイ級巡洋艦数隻によるキャメル・パトロール艦隊を失うなど被害が激しく、撤退する（テレビ版ではモビルアーマーのビグロ、ザクレロが撃墜されている）。さらに、コンスコン少将の貴重な機動部隊も迎撃に向かわせたが、ニュータイプに覚醒したアムロ・レイをはじめとする面々の前に、新鋭宇宙用MSリック・ドム12機を交戦開始後わずか3分で撃破され、艦隊も壊滅した。
その後はソロモンへ転進し、ソロモン攻略戦では司令官ドズル・ザビ中将の乗るビグ・ザムを討ち取るなどの大戦果を挙げるが、ア・バオア・クー攻防戦でホワイトベースが大破したことにより、事実上消滅した。